# Dolni Disan
Dolni Disan (en macédonien Долни Дисан) est un village du sud de la Macédoine du Nord, situé dans la municipalité de Negotino. Le village comptait 930 habitants en 2002.

## Démographie
Lors du recensement de 2002, le village comptait :
- Macédoniens : 903
- Turcs : 15
- Serbes : 6
- Autres : 7